# 一汽海馬汽車
一汽海馬汽車（HAIMA、海马汽车）は、第一汽車傘下の自動車メーカーである。本拠地は海口市。

## 歴史
1990年にマツダの技術指導が開始され、同年10月にHAIMAブランド最初の生産車のHMC6470（マツダ・929ワゴン）が発売された。1992年1月には海南汽車、マツダ、伊藤忠の出資により海南馬自達を設立した。1998年2月には第一汽車傘下になり、社名を一汽海南汽車とした。その後2004年7月に第一汽車や海南省政府の出資で一汽海馬汽車が設立された。
2006年4月にはマツダの技術指導が終了され、2007年6月には自動車の輸出を開始した。

## 社名の由来
社名は前身の"海"南汽車 ("Hai"nan) と、マツダ（"ma"zda、"馬"自達）から漢字、アルファベットをそれぞれ取って海馬汽車 (HAIMA) となった。

## 車種一覧
- 3
- ファミリー
- ハッピン
- フリーマ
- H2
- H11